# Tom Clancy's Ghost Recon
Tom Clancy's Ghost Recon (tạm dịch: Tom Clancy Biệt đội Ma) là trò chơi máy tính thuộc thể loại bắn súng chiến thuật lấy bối cảnh giả tưởng do hãng Red Storm Entertainment phát triển và Ubisoft phát hành vào năm 2001 cho hệ điều hành Microsoft Windows. Phiên bản chuyển hệ cho Mac OS, PlayStation 2 và Xbox được phát hành vào năm 2002 và Nintendo GameCube năm 2003. Phiên bản cho N-Gage và Game Boy Advance cũng được dự tính phát hành nhưng về sau bị hoãn lại vô thời hạn. Ngoài ra, Ghost Recon còn có thêm hai bản mở rộng gồm Desert Siege và Island Thunder cũng như nhiều phiên bản tiếp theo dành cho PC và các hệ máy console khác. Riêng bản Island Thunder không được phát hành cho hệ máy PS2 mà thay vào đó là bản Jungle Storm.

## Cốt truyện
Ghost Recon bắt đầu vào tháng 4 năm 2008 khi nước Nga đã rơi vào tay những chính khách theo chủ nghĩa dân tộc cực đoan với Dmitri Arbatov được bầu làm Tổng thống và họ thành lập Liên minh Dân chủ Nga (RDU) nhằm mục đích chinh phục Ukraina, Belarus, Kazakhstan và các nước Cộng hòa Xô viết cũ khác. Trong lúc chiến tranh leo thang, tổn thất ngày càng tăng lên và các con tin đang bị lực lượng đối lập bắt giữ thì toàn bộ niềm tin được đặt lên vai các chiến sĩ thuộc lực lượng Ghost Recon (gọi tắt là Ghost). Tiêu chí của Ghost Recon là hạn chế đổ máu, đẩy mạnh việc tìm và giải cứu, và cố gắng bảo toàn lực lượng.
Trong nhiệm vụ đầu tiên của game, Ghost chiến đấu với phiến quân Gruzia những người quấy rối chính phủ hợp pháp và các đồng minh của nó. Sự hiện diện của họ buộc chính phủ Nga phàn nàn với Liên Hợp Quốc rằng Mỹ đã can thiệp vào công việc nội bộ của họ và lấy cớ gửi quân đội tới hỗ trợ các phiến quân. Ghost ngăn chặn lực lượng xâm lược trong khi người nước ngoài di tản khỏi đất nước. Cuối cùng, Ghost cùng tất cả tàn dư quân đội Mỹ ở Gruzia và đáp chiếc trực thăng cuối cùng ra khỏi Đại sứ quán Mỹ ở Tbilisi ngay khi quân Nga tiến vào thành phố. Chính phủ Gruzia bỏ trốn tới Genève và thiết lập một chính phủ lưu vong trong khi RDU sáp nhập Gruzia thì Mỹ, Anh và Đức công khai lên án dữ dội.
Ghost được sớm triển khai tới các nước Baltic để đáp lại một cuộc xâm lược do Nga phát động ba ngày trước các đánh giá tình báo. Chiến dịch thứ hai tập trung vào nỗ lực của các Ghosts làm chậm bước tiến công tranh thủ thời gian cho các đơn vị NATO rút về chỗ lực lượng với những bí mật của họ đến từ Đức. Ghosts chiến đấu bên cạnh lực lượng Mỹ để đẩy quân đội Nga ra khỏi vùng Baltic, với những chiến thắng ở Utena, Rezekne, và Vilnius. Sự kết thúc thảm khốc của cuộc xâm lược Baltic đã gây tổn thất nặng cho RDU khiến Arbatov bị đổ lỗi vì thiên tai và được đặt dưới sự quản thúc tại gia.
Chiến dịch thứ ba và cuối cùng tập trung vào cuộc đột nhập của Ghost vào Nga với nhiệm vụ đầu tiên của họ là giải cứu tù binh chiến tranh Mỹ và Nga phản đối chính phủ. Việc quân đội xử tử Tổng thống Arbatov đã làm nổ ra một cuộc nổi loạn ở biên giới trên toàn quốc vào một cuộc nội chiến đẫm máu. Những kẻ dân tộc cực đoan nhanh chóng mất đi sự hỗ trợ từ dư luận và nhiều thành viên của RDU cũng được giải thoát hoặc từ bỏ liên minh. Sau đó, Ghost tấn công các căn cứ của Nga chẳng hạn như căn cứ hải quân tại Murmansk và căn cứ không quân tại Arkhangelsk, làm suy yếu sức mạnh chiến đấu của phe dân tộc cực đoan. Lực lượng RDU đã bị quốc tế lên án mạnh mẽ và tan rã trên thực tế sau khi họ làm nổ vũ khí hạt nhân trong một trận chiến ở phía bắc Moskva giữa phe dân tộc cực đoan và liên quân Mỹ-Nga.
Sau khi Ghost thành công trong việc làm suy yếu phe dân tộc cực đoan. Lực lượng NATO tấn công Moskva với Ghosts dẫn đầu các cuộc tấn công. Các lực lượng chủ nghĩa dân tộc cực đoan còn lại đã đưa xe thiết giáp và bộ binh của họ vào các khu rừng xung quanh Moskva để làm tuyến phòng thủ cuối cùng. Tuy nhiên, Ghost đã phá vỡ tuyến phòng thủ và mở đường cho NATO tiến quân vào thành phố. Ngày 10 tháng 11, lực lượng NATO cuối cùng đã tiến vào một Moskva bỏ hoang với tàn quân lực lượng dân tộc cực đoan còn lại dưới sự lãnh đạo của Thủ tướng Karpin vẫn còn trong điện Kremli kiên quyết cố thủ. Trải qua cuộc tấn công ác liệt cuối cùng của biệt đội Ghost ở Quảng trường Đỏ đã buộc phe dân tộc cực đoan phải đầu hàng vô điều kiện làm cả người Mỹ và những người Nga mới mới được giải phóng ăn mừng chiến thắng của họ.

## Cách chơi
Lối chơi của Ghost Recon khác hẳn so với dòng game Rainbow Six trước đây. Thay vì dẫn đầu đội đặc nhiệm chống khủng bố, bây giờ người chơi là một thành viên trong lực lượng bộ binh đặc biệt có tên là "Những con ma" (Ghost). Trong Ghost Recon hầu hết các trận chiến đều diễn ra ở những vùng đất lớn, rộng rãi và người chơi hoàn toàn tự do để phát triển các chiến thuật của riêng mình. Trò chơi được phân chia thành 15 chiến dịch lớn, diễn ra ở những địa điểm thực trên khắp thế giới. Mỗi nhiệm vụ lại khiến các chiến sĩ của người chơi phải xử lý khác nhau để có thể hoàn thành các công việc tìm kiếm và giải cứu, phá hủy… Người chơi không chỉ muốn hoàn thành xuất sắc nhiệm vụ, mà còn muốn đồng đội của mình sống sót qua các chiến dịch và họ sẽ khỏe mạnh hơn qua mỗi sự thành công đó.
Một điểm khác biệt trong Ghost Recon là không còn phần giới thiệu kế hoạch trước các nhiệm vụ. Người chơi có thể phải tổ chức hoạt động cho nhóm của mình một cách hết sức linh hoạt hoặc để trò chơi tự động sắp xếp thay và giao cho họ những nhiệm vụ thích hợp. Ngoài ra, Ghost Recon còn thể hiện sự cảnh báo đe dọa trên ống ngắm của người chơi. Ba vòng phía trong sẽ giúp người chơi phát hiện ra những nơi có thể có địch hay nơi đang xảy ra giao chiến. Hai vòng ngoài thì rất có ích trong việc định vị kẻ thù và vòng trong cùng sẽ sáng lên khi có kẻ thù cách người chơi dưới 40m, gây cảm giác hoảng sợ trong trường hợp nó tiếp tục sáng mà người chơi vẫn không phát hiện được quân địch ở đâu. Kho vũ khí của game được thiết kế hết sức chi tiết và đa dạng bao gồm các loại súng phổ biến trong giới quân sự như súng trường, súng bắn tỉa, súng lục lẫn vũ khí chống tăng và cuối cùng là vũ khí chiến đấu cá nhân mục tiêu OICW (Objective Individual Combat Weapon) tức khẩu súng phóng lựu. Ngoài ra còn có thêm hệ thống Land Warrior nhằm trang bị cho các chiến binh những dụng cụ hiện đại nhất như máy định vị GPS, máy tính và cả kính hồng ngoại nhìn trong đêm.
Các tay súng của người chơi có thể thực hiện ba kiểu tư thế là bước chạy, đi gập mình và bò sát đất. Người chơi càng nằm thấp bao nhiêu thì khả năng ngắm bắn sẽ càng tốt lên bấy nhiêu. Và tất nhiên, sự chính xác của các vũ khí sẽ bị giảm bớt trong khi người chơi di chuyển. Nhiều đặc điểm khác cũng được thêm vào khi người chơi tham gia vào chiến dịch của game ví dụ như những chiến sĩ với bộ quần áo chuyên dụng có thể chứa được hàng chục cân đạn và các vật dụng thiết yếu khác y như một người lích bộ binh trong thực tế. Thêm vào đó, sau khi hoàn thành mỗi nhiệm vụ, những ai trong đội của người chơi còn sống sót sẽ nhận được điểm chiến đấu (Combat Point). Người chơi có thể bổ sung điểm này vào bốn loại kỹ năng: lẩn tránh, sức chịu đựng, vũ khí hay khả năng lãnh đạo. Mỗi loại có thể được cho tối đa 8 điểm. Với tổng số 15 điểm có thể đạt được trong suốt trò chơi. Người chơi phải nâng cấp các chiến sĩ của mình bằng cách tăng điểm trong các trận chiến ở những vùng khác nhau. Khi một thành viên nào đó đạt được đến một trình độ kha khá, và khi anh ta bị bắn hạ thì người chơi sẽ phải load save và chơi lại. Đây cũng là một đặc điểm cuốn hút người chơi.
Người chơi cũng có thể dùng những người chơi ẩn để giúp tăng kinh nghiệm trong chiến đấu. Trước khi bắt đầu mỗi nhiệm vụ, lực lượng của người chơi có ba mục tiêu để giúp các thành viên trong đội tăng điểm. Sauk hi hoàn thành các nhiệm vụ trên, người chơi sẽ giải cứu được một anh hùng, một nhân viên đặc biệt mà người chơi có thể bổ sung vào đội của mình để tham gia các trận đánh. Những nhân viên chưa cần đến trong điệp vụ thường được trang bị những vũ khí chiến đấu tối tân. Do đó, khi họ tham gia vào đội thì chất lượng và những tùy chọn chiến thuật sẵn có của đội sẽ tăng lên rất nhiều. Ngoài phần chiến dịch ra, nhà sản xuất còn đưa vào phần chơi qua mạng với sự hỗ trợ đến 21 bản đồ, 5 thiết kế đặc biệt cho phần chơi nhiều người, 15 nhiệm vụ cho phần chơi chiến dịch và khả năng chơi các nhiệm vụ thêm khác. Lưu ý nữa là phần Arcade hoàn toàn chơi trong đêm nên buộc người chơi phải thực sự linh hoạt trong việc di chuyển cũng như hành động chiến thuật nhóm phù hợp.